# ساي وليامز (مصارع محترف)
ساي وليامز (بالإنجليزية: Cy Williams) هو لاعب كرة قدم أمريكية أمريكي، ولد في 12 أكتوبر 1903 في Canoe, Alabama ‏ في الولايات المتحدة، وتوفي في 28 سبتمبر 1965 في ألاميدا في الولايات المتحدة.

## وصلات خارجية
- ساي وليامز على موقع مرجع كرة القدم المحترفة.كوم (الإنجليزية)